# 大島 (瓜德羅普)

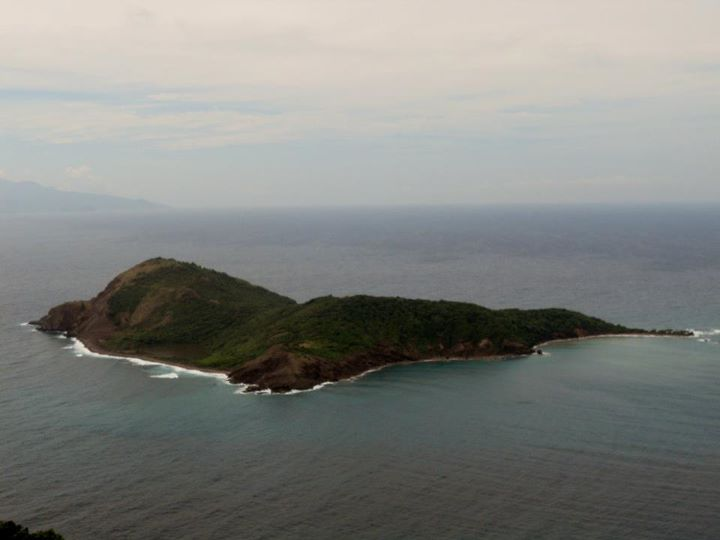

大島（法語：Grand-Îlet）是瓜德羅普的島嶼，位於上島以南1.2公里，屬於桑特群島的一部分，長1.2公里、寬0.9公里，面積0.48平方公里，最高點海拔高度165米，島上無人居住。